# NN-151
La NN-151 es una autopista nacional catalogada como troncal secundaria ubicada en Nicaragua. La carretera inicia en el Norte en Santa Lucía en Tipitapa hasta finalizar en el Parque Central de Tipitapa en el departamento de Managua.